# Joy (együttes)
A Joy osztrák könnyűzenei együttes, amelyet 1984-ben alapítottak. Legismertebb dalaik közé tartozik a Valerie és a Touch by Touch.

## Története

### A kezdetek
Az együttest 1984-ben egy Bad Aussee nevű osztrák kisvárosban alapította három középiskolai barát, Andy Schweitzer (1960. február 26. –) rendőrtiszt, Freddy (Alfred) Jaklitsch (1960. január 22. –) német-történelem szakos tanár és Manfred Temmel (1959. február 25. – 2019. június 8.) DJ, akik korábban mind játszottak már amatőr együttesekben. 
A zenekar 1984-ben szerződést kapott az osztrák OK Musica kiadónál, producerük Michael Scheickl (1957. március 23. –) lett, aki korábban Fritz néven sikeres előadó volt (Hungaria című, magyar vonatkozású dala 1980-ban az osztrák slágerlistán a 3. helyig jutott), emellett az 1982. évi osztrák eurovíziós induló, a dalversenyen végül 10. helyen végzett Mess duó zeneszerző-producereként is szerzett tapasztalatot. A Joy első kislemeze, a Lost in Hong Kong 1985 februárjában jelent meg. Bár ez dal még csak mérsékelt sikert aratott (nem lett listás helyezése), arra kiválóan alkalmas volt, hogy az együttes ismertségét megalapozza.

### Az 1980-as évek diszkósztárjai
1985 szeptemberében jelent meg a trió második kislemeze, Touch by Touch címmel, amely hatalmas siker lett: az osztrák zenei lista élére került, és Európa-szerte bekerült a Top 20-ba, Ausztriában, Portugáliában és Spanyolországban arany minősítést is szerzett. Harmadik kislemezük, az 1986-ban kiadott Hello szintén sikeresnek bizonyult, azonos címmel pedig stúdióalbumuk is megjelent, amely meghozta az együttes számára a világsikert, több mint 30 országban adtak el belőle. Az első albumon található Valerie című dal Kelet-Európában, azon belül is a Szovjetunióban és Magyarországon lett hatalmas siker – 2000-ben az Inflagranti nevű magyar zenekar is feldolgozta, Te + én címmel.
A második nagylemez 1986 őszén került a boltokba, Joy and Tears címmel. Ez is számos slágert tartalmazott, melyek közül az elsősorban a távol-keleti országokban népszerű Japanese Girls, valamint a Touch Me My Dear és a Black Is Black (a Los Bravos azonos című dalának feldolgozása) érdemel kiemelést. Az együttes 1987 év elején óriási sikerrel lépett fel a Távol-Keleten, az 1988. évi szöuli olimpiára készülő Jamsil olimpiai stadionban 24 000 néző előtt adták elő a Japanese Girls Korean Girls-re átkeresztelt változatát. Destination Heartbeat (1987) című számuk a nyugatnémet Tetthely (Tatort) TV-sorozat egyik epizódjának (Flucht in den Tod) betétdala lett.

### Az 1990-es, 2000-es évek próbálkozásai
1989-ben az eredeti trió feloszlott. A Joy "márkanevet" – a másik két alapító, Jaklitsch és Temmel engedélyével – Schweitzer vitte tovább: a Polydor kiadónál 1989-ben megjelent Joy című nagylemez lényegében az ő albuma, Anzo (azaz Hans Morawitz) énekes közreműködésével. 
1994-ben Jaklitsch és Temmel újraalapította az együttest, harmadik tagként (Andy Schweitzer helyett) egy rövid ideig Hannes Ulrich, majd 1995-től Johannes Groebl (1960. január 30. –) csatlakozott. A BMG Ariola kiadóhoz szerződtek, ahol el is készült egy nagylemeznyi anyag, de végül csak két kislemez (Hello Mrs. Johnson és Felicidad) jelent meg. 
1997-ben Jaklitsch és Temmel megalapította a Seer nevű formációt, amely máig az egyik legsikeresebb, a Schlager és a népzene elemeit ötvöző popzenei együttes Ausztriában. A Joy közben (amelyben, Groebl 1997. évi kiválását követően, 2002-ig Christian Gruber volt a harmadik tag) kiadta – a Modern Talking és Bad Boys Blue 1998-as remixeire emlékeztető – Touch by Touch '98 kislemezt, de valójában már csak névleg létezett. 2008-ban Temmel kivált a Seerből, amelyet zenekarvezetőként Jaklitsch vitt tovább, és vezet mind a mai napig.

### 2010-es évek: a Joy visszatérése
2010-ben aztán a nyolcvanas évek világa iránti nosztalgiát ("retro") meglovagló orosz rendezvényszervezők ösztönzésére újra összeállt az eredeti trió (Schweitzer, Jaklitsch, Temmel), sőt 2011-ben Enjoy! címmel új albumot is kiadtak, amelyen a két legnagyobb sláger, a Touch by Touch és a Valerie újrakevert változatai mellett tíz új Schweitzer/Jaklitsch szerzemény is helyet kapott. Az albumot, amely az osztrák sikerlistán a 21. helyig jutott, Magyarországon a Maxi Disco sorozatáról ismert, Hargittay Gábor által alapított Hargent Media kiadó adta ki. A Hargent hivatalos Joy-válogatásalbumo(ka)t is kiadott Hits & More címmel, amelyeken az ismert slágerek mellett ritkán hallható különlegességek is helyet kaptak.
2013-ban Jaklitsch (a Seer miatti elfoglaltságaira hivatkozva) kilépett az együttesből, a koncerteken a helyét a régi "háttérember", Michael Scheickl vette át. 
2019. június 9-én Alfred Jaklitsch Facebook-posztban jelentette be a hírt, hogy Manfred Temmel, a Joy alapító tagja és gitárosa előző éjjel elhunyt.

## Diszkográfia

### Stúdióalbumok
- Hello (1986)
- Joy and Tears (1986)
- Joy (1989)
- Enjoy (2011)

### Kislemezek
- 1986 – "Lost in Hong Kong" (OK)
- 1986 – "Touch by Touch" (OK)
- 1986 – "Valerie" (OK)
- 1986 – "Hello" (OK)
- 1986 – "Japanese Girls" (OK)
- 1986 – "Touch Me My Dear" (OK) (Portugália)
- 1987 – "Destination Heartbeat" (OK)
- 1987 – "It Happens Tonight" (OK)
- 1987 – "Black Is Black" (Remix)
- 1988 – "Kissin' Like Friends" (Polydor)
- 1989 – "She's Dancing Alone" (Polydor)
- 1990 – "Born to Sing a Lovesong" (Polydor)
- 1994 – "Hello, Mrs. Johnson" (BMG Ariola)
- 1995 – "Felicidad" (Ariola)
- 1998 – "Touch by Touch 98" (BMG Ariola Austria)
- 1995 – "Touch by Touch (The Remake)" (vs. Area 51!) (Turnaround Records)
- 2010 – "Touch by Touch 2011" (Major Babies)
- 2011 – "Love Is All Around" (Promo) (Major Babies)
- 2017 – "Lunapark" (Major Babies)

### Válogatásalbumok
- 1986 – Best (OK)
- 1987 – The Very Best of Joy (Hong Kong) (Pacific Music)
- 1987 – Touch Re-Mix 87 (Hong Kong) (Face Records)
- 1991 – Best of Joy (Kína) (Face One Records)
- 1999 – Best of Joy (EAMS)
- 2011 – Hits & More (Hargent Media)

## Fordítás
- Ez a szócikk részben vagy egészben  a   Joy (Band) című német Wikipédia-szócikk fordításán alapul.  Az eredeti cikk szerkesztőit annak laptörténete sorolja fel. Ez a jelzés csupán a megfogalmazás eredetét és a szerzői jogokat jelzi, nem szolgál a cikkben szereplő információk forrásmegjelöléseként.